# 丹尼爾·韋津·庫里巴利
丹尼爾·韋津·庫里巴利（英語：Daniel Ouezzin Coulibaly，1909年7月1日—1958年9月7日）是法國殖民地法屬上伏塔理事會主席，任期從1957年5月17日開始並且持續到1958年9月7日他在巴黎逝世為止。庫里巴利還在1946年至1951年以及1956年至1958年期間擔任法國國民議會議員，並且於1953年至1956年擔任法國參議院議員。